# الشهب (بني وكيل)
الشهب هي إحدى مشيخات المملكة المغربية، تتبع جغرافيا لإقليم الفقيه بن صالح وإداريًا لبني وكيل. يقدر عدد سكانها بـ 2430 نسمة حسب الإحصاء الرسمي للسكان والسكنى لسنة 2004.